# Војин Дабић
Војин Дабић (Тројеглава, 2. јануар 1949 — Гроцка, 24. октобар 2017) био је српски историчар и универзитетски професор који се бавио проучавањем политичке и друштвене историје српског народа у раздобљу од 16. до 18. века.
Дипломирао је на групи за историју Филозофског факултета у Београду 1972. године. Почетком 1973. запослио се у Историјском институту у Београду. Истраживао је историју Војне крајине и Срба у Хрватској и Славонији од 16. до 18. века. Магистрирао је 1982. (тема Банска крајина од краја 17. до половине 18. века). Радио је у архивама Загреба и Беча где се налази највећи део материјала о овом периоду.
Крајем 1984. објавио је монографију Банска крајина 1688—1751. Године 1992. изабран је за асистента на филозофском факултету у Београду за предмет Национална историја новог века. Докторирао је дисертацијом Карловачки генералат 1683—1746. године  на Филозофском факултету у Београду 1996. године. Потом је биран за доцента и ванредног професора. Објавио је више аналитичких радова и тематских целина изворне грађе. Такође се бавио прикупљањем и обрадом података о ратним злочинима почињеним над Србима у Славонији током ратних сукоба од 1991. до 1995. године. Био је члан одбора САНУ за историју Срба у Хрватској и главни уредник Зборника Матице српске за историју.

## Избор из библиографије
- Дабић, Војин С. (1975). „Прилог проучавању ратне привреде у Хрватској, Славонији и Банској крајини од половине XVI до краја XVII века”. Историјски часопис. 22: 91—102.
- Дабић, Војин С. (1977). „Представке, жалбе и тужбе крајишника Банске крајине из прве половине XVIII века”. Мешовита грађа (Miscellanea). 5: 19—51.
- Дабић, Војин С. (1983). „Грађа о бунама у Банији од краја XVII до половине XVIII века”. Мешовита грађа (Miscellanea). 11: 7—38.
- Дабић, Војин С. (1984). Банска крајина (1688-1751): Прилог историји српског и хрватског народа и крајишког уређења у Банији. Београд-Загреб: Историјски институт & Просвјета.
- Dabić, Vojin S. (1988). „Stanovništvo Banske krajine od kraja XVII do kraja XVIII veka”. Glina: Glinski kraj kroz stoljeća. Glina: Skupština općine. стр. 30—37.
- Дабић, Војин С. (1988). „Записници крајишких судова у Карловачком генералату 1668-1738. године”. Мешовита грађа (Miscellanea). 16 (1987): 7—48.
- Дабић, Војин С. (1989). „Упутство за региментског аудитора Карловачког генералата”. Мешовита грађа (Miscellanea). 19: 34—43.
- Дабић, Војин С. (1989). „Сењске градске повластице из 1727. године”. Мешовита грађа (Miscellanea). 19: 45—50.
- Дабић, Војин С. (1991). „Насељавање Срба на Желинском властелинству: Дијаспора у Малој Буни од краја XVI до краја XVIII века”. Историјски часопис. 37 (1990): 95—99.
- Дабић, Војин С. (1991). „Срби на босиљевачком властелинству у XVII веку”. Зборник о Србима у Хрватској. 2: 133—148.
- Dabić, Vojin S. (1992). „Wanderungen der Serben nach Kroatien und Slawonien vom Anfang des XVI bis Ende des XVII Jahrhunderts”. Историјски часопис. 38 (1991): 43—76.
- Дабић, Војин С. (1992). „Сеоба Срба у Хрватску и Славонију од почетка XVI до краја XVII века”. Catena mundi. 1. Београд: Матица Срба и исељеника Србије. стр. 265—281.
- Дабић, Војин С. (1994). „Срби у Западној Славонији”. Чињенице о Западној Славонији. Пакрац: Регионално удружење Срба Западне Славоније. стр. 12—17.
- Dabić, Vojin S.; Lukić, Ksenija M. (1997). Crimes without punishment: Vukovar, Sarvaš and Paulin Dvor. Vukovar: Women's Association of Vukovar Community.
- Dabić, Vojin S., ур. (1998). Persecution of Serbs and Ethnic Cleansing in Croatia 1991-1998: Documents and Testimonies. Belgrade: Serbian Council Information Center.
- Дабић, Војин С. (2000). Војна крајина: Карловачки генералат (1530-1746). Београд: Свети архијерејски синод Српске православне цркве.
- Дабић, Војин С. (2001). „Преписка Срба у Хабзбуршкој монархији (16-18. век)”. Писмо: Зборник радова. Београд: Удружење за српску повесницу. стр. 39—70.
- Дабић, Војин С. (2003). „Српско школство у Хабзбуршкој монархији у XVIII веку”. Образовање код Срба кроз векове. Београд: Завод за уџбенике и наставна средства. стр. 31—39.
- Дабић, Војин С. (2006). „Вуковић, Божидар (Dionisio della Vecchia)”. Српски биографски речник. 2. Нови Сад: Матица српска. стр. 442—444.
- Дабић, Војин С. (2006). „Вуковић, Вићенцо (Vincenzo della Vecchia)”. Српски биографски речник. 2. Нови Сад: Матица српска. стр. 444—445.
- Дабић, Војин С. (2006). „Вуковић, Никола (Nicola della Vecchia)”. Српски биографски речник. 2. Нови Сад: Матица српска. стр. 448.
- Дабић, Војин С. (2006). „Гаврило I Рајић”. Српски биографски речник. 2. Нови Сад: Матица српска. стр. 568—569.
- Дабић, Војин С. (2006). „Грбичић, Живо (Boliza, Giovanni)”. Српски биографски речник. 2. Нови Сад: Матица српска. стр. 783—784.
- Дабић, Војин С. (2007). „Кнезови у Војној крајини у Хрватској и Славонији до половине XVIII века”. Зборник о Србима у Хрватској. 6: 7—123.
- Дабић, Војин С. (2009). „Јовановић, Василије Острошки”. Српски биографски речник. 4. Нови Сад: Матица српска. стр. 466—467.
- Дабић, Војин С. (2010). „Мала Влашка у Славонији: Насеља и становништво од краја XVII до половине XVIII века” (PDF). Српске студије. 1: 11—38. Архивирано из оригинала (PDF) 25. 05. 2019. г. Приступљено 01. 12. 2018.
- Дабић, Војин С. (2010). „Сумарни попис насеља, имовине и становништва Пакрачког, Субоцког, Забрдског и Подборског војводства у Малој Влашкој из 1721. године” (PDF). Мешовита грађа (Miscellanea). 31: 149—159.
- Дабић, Војин С. (2011). „Српско село (XVI-XVIII век): Обликовање животног и привредног простора”. Просторно планирање у Југоисточној Европи (до Другог светског рата) (PDF). Београд: Историјски институт САНУ. стр. 17—50.
- Dabić, Vojin S. (2011). „The Habsburg-Ottoman War of 1716-1718 and Demographic Changes in the War-Afflicted Territories”. The Peace of Passarowitz, 1718. West Lafayette: Purdue University Press. стр. 191—208.
- Дабић, Војин С. (2011). „Кончаревић, Симеон”. Српски биографски речник. 5. Нови Сад: Матица српска. стр. 217—218.
- Дабић, Војин С. (2011). „Макарије Соколовић”. Српски биографски речник. 5. Нови Сад: Матица српска. стр. 757—759.
- Дабић, Војин С. (2012). „Српска насеља у Славонији (16-18. век)”. Глас САНУ. 420 (16): 173—196.
- Дабић, Војин С. (2013). „Војводство (властелинство) Подборје: Привредне прилике (1702-1750)” (PDF). Зборник Матице српске за историју. 87: 7—34.
- Дабић, Војин С. (2014). „Морталитет и старосна структура српског становништва у Хабзбуршкој монархији у XVIII веку: Пример правoславних парохија Вуковар, Итебеј и Дероњe” (PDF). Српске студије. 5: 13—33. Архивирано из оригинала (PDF) 25. 05. 2019. г. Приступљено 25. 05. 2019.
- Дабић, Војин С. (2015). „Војводство, властелинство и трговиште Пакрац од краја XVII до половине XVIII века”. Зборник о Србима у Хрватској. 9: 31—56.
- Дабић, Војин С. (2016). „Властелинство Сирач (1695-1763)”. Зборник о Србима у Хрватској. 10: 7—29.
- Дабић, Војин С. (2020). Мала Влашка (Parva Walachia): Прилог историји српског народа у Славонији од XVI до XVIII века. Нови Сад: Матица српска.